# パイプラック
パイプラック（英語: Piperack）は、連合国軍が航空機に搭載した電波妨害装置。爆撃機を守るため、先行する航空機に搭載された。

## 概要
パイプラックはドイツ空軍の夜間戦闘機が搭載するSN-2レーダーへの対抗策として開発された。幅の広いファンビームを発射してジャミングを行うことで、そのビーム内にあるレーダーを無効化することができる。